# بينا باوش
فيليبين «بينا» باوش  (بالألمانية: Pina Bausch)‏ مواليد (27 يوليو 1940 - 30 يونيو 2009) راقصة ألمانية في مجال الرقص العصري، مصممة رقصات، وأستاذة رقص ومديرة باليه. نقلت إلى خشبة المسرح هموم الإنسان المعاصر وأشواقه معبرةً عنها بالرقص، فحازت شهرة عالمية وأصبحت رائدة المسرح الراقص الحديث ، كان أسلوبها فريداً في مزج الحركات والأصوات داخل مجموعة مراحل، وبتعاونها المتقن مع المؤدين من خلال تشكيل قطعة (أسلوب يعرف الآن باسم تانزثياتر). أصبحت باوش رائدة منذ سبعينات القرن العشرين في عالم الرقص الحديث، وقدمت عمل أورفيوس ويوريديس الذي ألف عام 1975، والذي يعتبره النقاد أحد روائع الكوريغرافيا الألمانية [وفقًا لِمَن؟].

## مطلع حياتها
ولدت باوش في زولينغن، بالقرب من دوسلدورف، والابنة الثالثة والأصغر من أنيتا وأغسطس باوش، تملكها والديها مقهى تعلق على فندق صغير، تعلمت الطفلة الصغيرة تسلية نفسها جالسة في هدوء في ظل مناضد المقهى تراقب الزبائن أو تسليتهم برقصات مرتجلة.

### مهنة
بدأت باوش الرقص في سن مبكرة وكانت موهبتها كراقصة واضحة، لذلك في عام 1955 التحقت باوش في سن 15 إلى جامعة فولكفانج في إسن التي كان يرأسها مصمم الرقص والراقص الألماني كورت يووس، الذي كان قد عاد إلى ألمانيا بعد المنفى في زمن الحرب في إنجلترا وكان هذا وقتا ازدهرت باوش فيه تحت تأثير كورت يووس.
بعد تخرجه في العام 1959، غادر باوش ألمانيا مع منحة لمتابعة دراستها في مدرسة جوليارد في مدينة نيويورك في عام 1960 ، حيث شمل معلميها أنتوني تيودور، ليمون خوسيه، وبول تايلور وكان أداء باوش قريبا مع تيودور في شركة باليه أوبرا متروبوليتان، ومع بول تايلور في الباليه الأمريكي الجديد تولى في عام 1960 عندما دعي تايلور تعرض لأول مرة عمل جديد اسمه اللوحي في سبوليتو، إيطاليا، باوش معه. في نيويورك غنت أيضا مع بول سنسيردو ومع دنيا فوير فرقة الرقص، والتي قالت انها تعاونت في قطعتين في عام 1961.

### مسرح فوبرتال بينا باوش الراقص
في عام 1972، بدأت باوش كمدير فنية لفرقة باليه أوبرا فوبرتال، التي تم تغيير اسمها فيما بعد باسم مسرح فوبرتال «بينا باوش» الراقص

## وفاتها
توفيت باوش في 30 يونيو 2009 في فوبرتال، شمال الراين وستفاليا، ألمانيا إثر إصابتها مرض سرطان الرئة بعد خمسة أيام من التشخيص.

## روابط خارجية
- بينا باوش على موقع IMDb (الإنجليزية)
- بينا باوش على موقع الموسوعة البريطانية (الإنجليزية)
- بينا باوش على موقع مونزينجر (الألمانية)
- بينا باوش على موقع ألو سيني (الفرنسية)
- بينا باوش على موقع ميوزك برينز (الإنجليزية)
- بينا باوش على موقع أول موفي (الإنجليزية)
- بينا باوش على موقع قاعدة بيانات الأفلام السويدية (السويدية)
- بينا باوش على موقع ديسكوغز (الإنجليزية)
- بينا باوش على موقع قاعدة بيانات الفيلم (الإنجليزية)
- بينا باوش على موقع كينوبويسك (الروسية)